# Xie Jun
Xie Jun, chiń. 谢军, pinyin Xiè Jūn (ur. 30 października 1970 w Pekinie) – chińska szachistka, mistrzyni świata w szachach w latach 1991–1996 oraz 1999–2001.

## Kariera szachowa
Jako dziecko Xie Jun osiągała spore sukcesy grając w chińską odmianę szachów – xiangqi. W wieku dziesięciu lat zdobyła tytuł mistrzyni Pekinu juniorów. Wówczas jej opiekunowie podjęli brzemienną w skutki decyzję, polecając jej porzucenie xiangqi i naukę szachów zachodnich. Regularny trening wkrótce przyniósł wymierne efekty. W 1984 i 1985 roku Xie Jun zdobyła tytuł mistrzyni Chin juniorek, cztery lata później zwyciężyła w kobiecych mistrzostwach kraju.
W 1990 roku Xie Jun zadebiutowała na arenie międzynarodowej. W turnieju międzystrefowym w Kuala Lumpur zajęła drugie miejsce za byłą mistrzynią świata, Noną Gaprindaszwili, a następnie, po wygraniu turnieju pretendentek (w dogrywce pokonała Alisę Marić 4½ – 2½) awansowała do meczu o tytuł z Mają Cziburdanidze, która była mistrzynią świata od 1978 roku. Xie Jun dość niespodziewanie pokonała w 1991 renomowaną przeciwniczkę 8½ – 6½, tym samym przerywając passę Gruzinek, które niemal od trzydziestu lat skutecznie odpierały ataki rywalek. Swoją pozycję w elicie kobiecych szachów nowa mistrzyni świata potwierdziła w 1993 roku, gdy w przekonującym stylu wygrała mecz z kolejną kandydatką, Gruzinką Naną Joseliani 8½ – 2½.
W następnym cyklu rozgrywek o mistrzostwo świata uczestniczyła Zsuzsa Polgar, która w pierwszych latach swojej szachowej kariery nie była zainteresowana rozgrywkami w wyłącznie kobiecym gronie. W 1996 roku Polgar łatwo przeszła przez sito eliminacji i odebrała tytuł Xie Jun w meczu, który zakończył się rezultatem 8½ – 4½. W 1999 roku Polgar zrezygnowała z obrony tytułu. Prawo do gry o mistrzostwo świata otrzymały Xie Jun i Alisa Galliamowa, które zajęły dwa pierwsze miejsca w turnieju pretendentek w 1997 roku w Groningen. W meczu rozegranym w Kazaniu i Shenyang zwyciężyła Chinka 8½ – 6½ i po raz drugi zdobyła tytuł. Rok później Międzynarodowa Federacja Szachowa FIDE zmieniła system rozgrywek. W pierwszym turnieju o mistrzostwo świata kobiet rozgrywanym systemem pucharowym Xie Jun po raz trzeci sięgnęła po tytuł, w finale pokonując swoją rodaczkę, Qin Kanying 2½ – 1½.
W latach 1988–2004 ośmiokrotnie (w tym 7 razy na I szachownicy) reprezentowała Chiny na kobiecych olimpiadach szachowych, zdobywając wraz z drużyną 7 medali: 3 złote (1998, 2000, 2004), srebrny (1996) i 3 brązowe (1990, 1992, 1994), jak również 4 za wyniki indywidualne: srebrny (2004) i 3 brązowe (1990, 1992, 2000).
Najwyższy ranking w karierze osiągnęła 1 stycznia 2008, z wynikiem 2574 punktów zajmowała wówczas 3. miejsce (za Judit Polgar i Humpy Koneru) na światowej liście FIDE.
Od 2004 posiada najwyższy szachowy tytuł trenerski, FIDE Senior Trainer. W tym samym roku otrzymała również tytuł sędziego klasy międzynarodowej (International Arbiter).

## Życie prywatne
Mężem Xie Jun jest arcymistrz Wu Shaobin.